# Говард, Джорджиана
Джорджиа́на До́роти Го́вард, графиня Карла́йл (англ. Georgiana Dorothy Howard, Countess of Carlisle, в девичестве Ка́вендиш (англ. Cavendish); 12 июля 1783, Девоншир-хаус, Лондон, Великобритания — 8 августа 1858) — британская аристократка. Дочь Уильяма Кавендиша, 5-го герцога Девонширского и знаменитой красавицы Джорджианы Спенсер. Супруга Джорджа Говарда, 6-го графа Карлайла.

## Биография

### Семья и ранняя жизнь

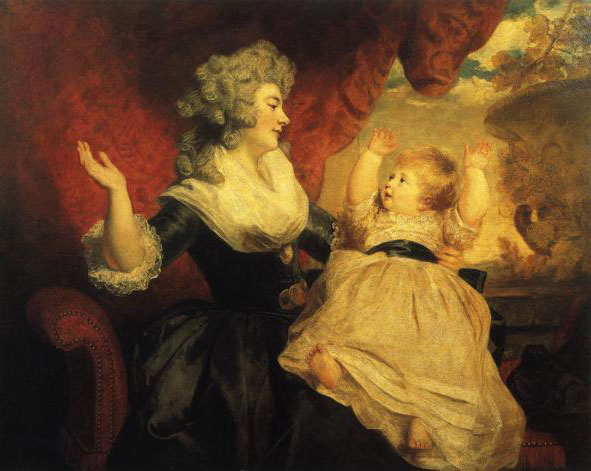
Джорджиана на руках у матери. Джошуа Рейнольдс. Чатсуорт-хаус

Джорджиана Дороти Кавендиш родилась 12 июля 1783 года в Девоншир-хаусе, Лондон. Стала первенцем в семье Уильяма Кавендиша, 5-го герцога Девонширского и Джорджианы Спенсер. Её семья принадлежала к высшей британской аристократии и считалась одной из самых богатых в королевстве. Мать девочки была известной красавицей и политически амбициозной женщиной. Джорджиана появилась на свет после девяти лет супружеской жизни родителей и через девять дней после рождения своего двоюродного брата Фредерика, будущего губернатора Мальты.
Мать называла её «Маленькая Джи». Своё первое имя она получила в честь матери, а второе — в честь тёти Дороти Бентинк, герцогини Портлендской, которая вместе с лордом Джоном Кавендишем и принцем Уэльским Георгом (будущем королём Георгом IV) были крёстными родителями девочки. Мать решила сама кормить ребёнка грудью и не прибегать к помощи кормилиц, что было очень необычно для женщины её класса. Рождение девочки было воспринято негативно со стороны семьи отца, так как те надеялись на появление сына-наследника. Через месяц Маленькую Джи и её двоюродного брата крестили в Уимблдон-парке, где девять лет назад её родители сыграли свадьбу.
Герцог был разочарован появлением дочери. Следующий ребёнок супругов, дочь Гарриет, родилась два года спустя. Две сестры были дружны на протяжении всей жизни. В 1790 году у герцога и герцогини родился долгожданный наследник — Уильям, будущий 6-й герцог Девонширский. В начале 1790-х годов между супругами Кавендиш началось охлаждение после того, как герцогиня родила ребёнка от своего любовника Чарльза Грея. Она покинула семью и уехала в Европу, вернувшись только в конце 1793 года. Мать не видела детей два года. Она писала, что «Джорджиана очень красивый ребёнок», а «Гарриет ещё и очень крупная для своего возраста». Вместе со старшей дочерью герцогиня много читала, занималась другими делами. Биограф герцогини Девонширской Аманда Форман писала, что «ей очень нравилось общество дочери и она не могла сказать ни одного грубого слова о ней».
В 1800 году Джорджиана была впервые представлена высшему обществу в первые дни начала лондонского сезона для аристократии. В обществе говорили, что дочь не унаследовала от матери красоты и легкости движений, не умела правильно держать голову. Однако её платья вместе с фамильными бриллиантами семьи произвели приятное впечатление. Вскоре в честь неё был устроен бал в поместье Кавендишей. Елизавета Фокс, присутствовавшая на этом событии писала о Джорджиане, что она была «самой очаровательной девушкой, приятной и чувствительной, без всякого притворства, и если она выйдет замуж за равного себе мужчину, то станет прекрасной женой».

### Брак
Кандидатами на заключение брака со старшей дочерью герцога Девонширского были лорд Джон Рассел и Джордж Говард, виконт Морпет. Кандидатура первого была сразу же отклонена ввиду большой разницы в возрасте (двадцать лет). Джордж Говард был на одиннадцать лет старше Джорджианы. Герцогиня Девонширская выразила согласие на брак своей дочери с Говардом, который был сыном и наследником 5-го графа Карлайла. Виконт Морпет был приглашён на бал в честь выхода Джорджианы в свет, где будущие супруги впервые встретились. После этого он бывал в Чатсуорт-хаус. Герцог Девонширский предложил за дочерью 30 000 фунтов приданого, а также передавал в пользование пары лондонскую резиденцию Кавендишей Лонденсборо-хаус, если она согласится выйти за него. Сначала Джорджиана не хотела выходить замуж, но вскоре уступила воле родителей. 21 марта 1801 года они сыграли свадьбу. Елизавета Фокс в своих дневниках написала, что это «подходящий брак во всех отношениях, невеста, не обладая большой красотой, имеет множество прелестей».
Брак оказался счастливым. Молодая жена переехала в имение мужа Касл-Ховард в Северном Йоркшире. Её удивил патриархальный порядок в семье мужа, где дети практически не общались с родителями, а находились на попечении нянек и гувернанток. В семье со временем родилось шесть сыновей и шесть дочерей. Из-за рождения в 1809 году сына Эдварда была отложена свадьба младшей сестры Джорджианы, которая выходила замуж за Гренвиля Левесон-Гоуэра. Джорджиана присутствовала при первых родах сестры в 1810 году.
В начале 1803 года супруги находились в Париже вместе с тётей Генриеттой Понсонби. Там Генриетта вместе с племянницей были частыми гостями на балах парижской аристократии. В 1806 году от болезни скончалась герцогиня Девонширская. Все дети присутствовали на похоронах. Герцог Девонширский никогда не был близок со своими детьми. Ещё при жизни жены у него был роман с Елизаветой Фостер. Сёстры ненавидели её, и младшая Гарриет часто оставалась в доме своей сестры. Младший сын Гарриет Фредерик Левесон-Гоуэр позже писал, что это «лишь укрепило любовь между сёстрами, которые всю жизнь не расставались». Начиная с 1801 года и до смерти Джорджианы в 1858 году сёстры ежедневно писали друг другу письма. В 1809 году, несмотря на негодование детей, их отец женился на Елизавете Фостер, у них было двое детей. Через два года он умер.

### Последующая жизнь
В 1825 году виконт Морпет стал преемником своего отца в качестве 6-го графа Карлайла, что сделало Джорджиану графиней.
Племянник Джорджианы однажды сказал, что она думает только о политике и ни о чем больше. В 1838 году она негативно отозвалась о набирающем популярность писателе Чарльзе Диккенсе, сказав: «Я знаю, что есть такие несчастные люди, как карманники и проститутки. Я очень извиняюсь за это, но я шокирована их образом жизни и не хочу слышать то, о чем они говорят друг с другом». Историк Джудит Льюис приводит это мнение в качестве доказательства распространённости классового самосознания в течение XIX века, а леди Карлайл, по её мнению, была одной из самых безобидных среди великих дам того времени.
Граф Карлайл скончался в 1848 году в замке Говард. 6-й герцог Девонширский, брат Джорджианы, умер в 1858 году. В своём завещании он оставил сестре в наследство Чизик-хаус, который был любимым домом их родителей. Леди Карлайл ушла из жизни через семь месяцев в доме своей младшей сестры Гарриет.

## Дети

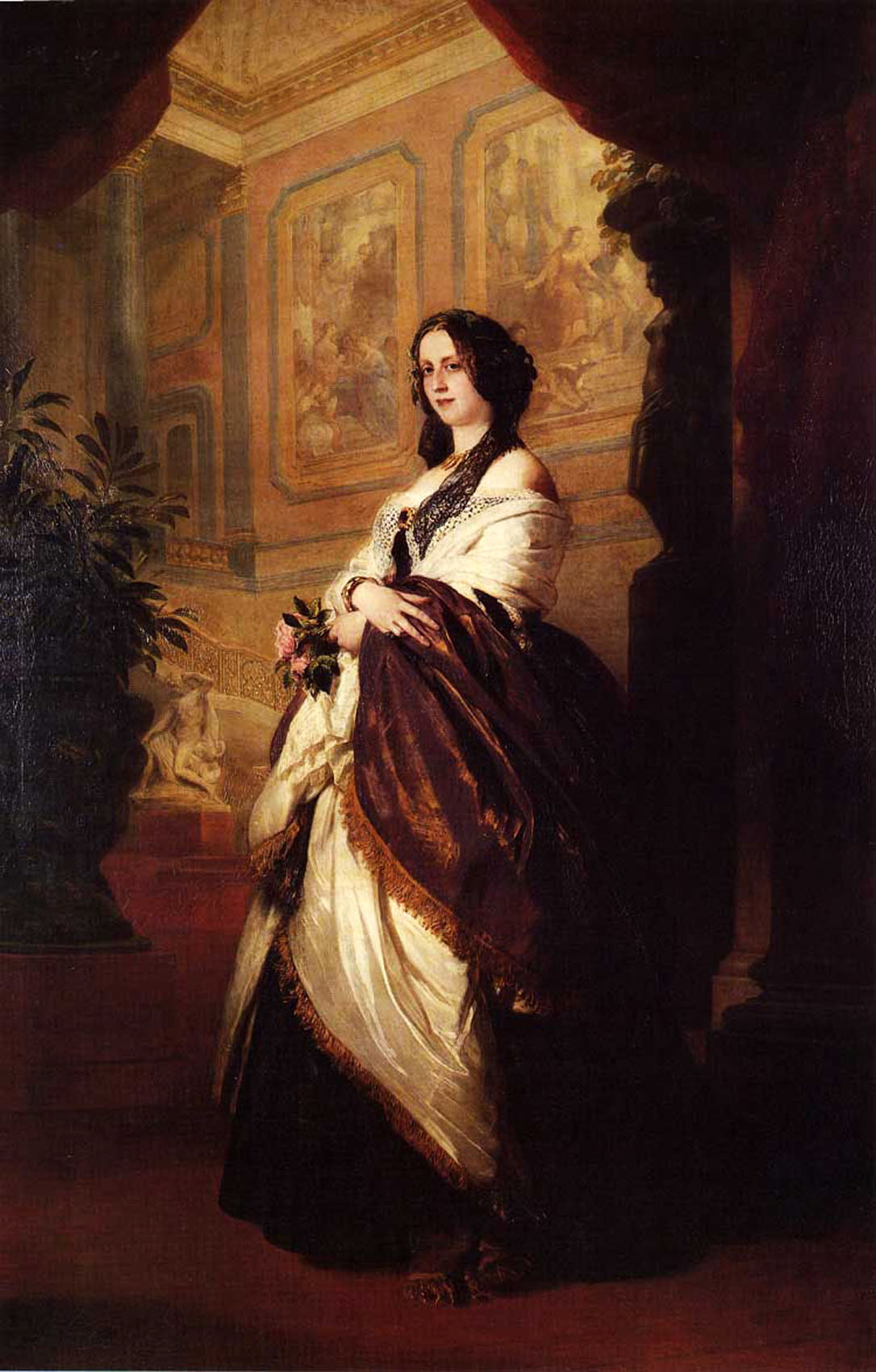
Гарриет, одна из дочерей Джорджианы, близкая подруга королевы Виктории и её правительница гардеробной

От брака с Джорджем Говардом, 6-м графом Карлайлом родилось двенадцать детей:
- Джордж (1802—1864) — 7-й граф Карлайл, женат не был, детей не имел;
- Каролина Джорджиана (1803—1881) — супруга Уильяма Ласселса[англ.], имели девятерых детей;
- Джорджиана (1804—1860) — супруга Джорджа Агар-Эллиса, 1-го барона Довера[англ.], имели четверых детей;
- Фредерик Георг (1805—1834) — не женат;
- Гарриет (1806—1868) — супруга Джорджа Сазерленд-Левесон-Гоуэра, 2-го герцога Сазерленда, имели одиннадцать детей;
- Уильям (1808—1889) — 8-й граф Карлайл, женат не был, детей нет;
- Эдвард (1809—1880) — 1-й барон Ланертон, был женат на Диане Понсонби, детей не имели;
- Бланш Джорджиана[англ.] (1812—1840) — супруга Уильяма Кавендиша, 7-го герцога Девонширского, имели пятерых детей;
- Чарльз[англ.] (1814—1879) — женился на Мери Парк, имели одного сына;
- Елизавета (1816—1891) — супруга преподобного Фрэнсиса Ричарда Грея;
- Генри (1818—1879) — женился на Мери Мактевиш, дочери британского консула в Балтиморе;
- Мария Матильда (1823—1892) — супруга Генри Лабушера, 1-го барона Таунтона, детей не было.